# 吉田芽吹
吉田 芽吹（よしだ めぶき、1991年4月28日 - ）は、日本の女優。東京都出身。ミッシングピース所属。かつては、ヒラタオフィス新人部フラッシュアップに所属していた。

## 略歴
2012年RISU PRODUCE 舞台「ヤミ金融」に中村未来役で出演。翌年、同カンパニーの「イキザマ2」に真鍋弥生役、2014年には「笑いの神様」新垣歩役として、また、2016年には「イキザマ3」に宮本由加里役として出演。
これらの舞台出演作品で高評価を受け、映像作品に進出。2014年に田尻裕司監督作品「こっぱみじん」にミキ役として、2015年公開の園子温監督作品「リアル鬼ごっこ」ではマツ役として出演した。
2017年1月には、渡辺えり主宰のオフィス3〇〇舞台「鯨よ！私の手に乗れ」に神林生子・神林乙女役に抜擢。その後、劇団道学先生20周年記念公演「梶山太郎氏の憂鬱と微笑」に竹中麻奈役、加藤健一事務所「夢一夜」レベッカ・キング役、「煙が目にしみる」野々村早紀役にて出演。
天性の明るい人柄と持ち前の高い身体能力を活かし、演技力と存在感で新世代女優として期待されている。
2020年11月1日、映画『メランコリック』で恋人役だった皆川暢二と結婚。2021年4月には第1子が誕生している。これらの事実は2022年12月21日に双方のTwitterで明かされた。

## 出演

### 映画
- 闇金ウシジマくん（2012年8月25日公開、S・D・P、監督：山口雅俊） - さえ 役[6]
- こっぱみじん（2014年7月26日公開、トラヴィス、監督：田尻裕司） - ミキ 役
- リアル鬼ごっこ（2015年7月11日公開、松竹/アスミック・エース、監督：園子温） - マツ 役
- メランコリック（2019年8月3日公開、アップリンク/神宮前プロデュース/One Goose、監督：田中征爾） - ヒロイン・副島百合 役[7]
- 追い風（2020年8月7日公開、すねかじりSTUDIO、監督：安楽涼） - タイラの彼女 役
- 心のありか（2023年12月15日公開、ACRAFT / 恋のや、監督：上原三由樹）[8]
- ふしぎ駄菓子屋 銭天堂（2024年12月13日公開、東宝、監督：中田秀夫）[9]

#### 短編映画
- 始まりの試験（2012年製作、監督：渋谷悠） - 主演
- 彼女がドレスを脱ぐ理由（2014年製作、監督：谷口雄一郎） - 中島華 役

### ドラマ
- WOWOW連続ドラマW『パレートの誤算〜ケースワーカー殺人事件〜』五代早苗 役　[10](2020)
- BSジャパン 山本周五郎 人情時代劇 第2話「夜の辛夷」吉野の女郎・ともえ役 (2016)
- THK「プラチナエイジ」第28話 サーファー女子役 (2015)
- TBS「あぽやん」第8話　 女子大生役 (2014)
- NTV「東京全力少女」美容師役 (2012)
- NHK「梅ちゃん先生」医専女学生役 (2012)[6]
- テレビ東京 らせんの迷宮〜DNA科学捜査〜 第2話（2021年10月22日） - 遠山香織 役
- NTV パンドラの果実〜科学犯罪捜査ファイル〜 Season1 第8話（2022年6月11日） - 葉山つばさ 役
- NTV 放送局占拠（2025年） - 三宅すず 役[11]

### 舞台
- RISU PRODUCE vol.29「ユートピアに憧れて」脚本・演出：松本匠（2025）[12]
- ONEOR8公演「ゼブラ」脚本・演出：田村孝裕 (2018)
- トローチ第4回公演「咲き誇れ」広建杏役　　脚本・演出：松本哲也（小松台東) (2018)
- 加藤健一事務所「煙が目にしみる」野々村早紀役　　脚本・演出：堤泰之 （2018）
- 加藤健一事務所 vol.100「夢一夜」レベッカ・キング役　　演出：堤泰之（2017）
- 日穏-bion-「夕顔」川上苺子役　　演出：たんじだいご （2017）
- 劇団道学先生「梶山太郎氏の憂鬱と微笑」竹中麻奈役　　作/演出：中島淳彦　 (2017)
- オフィス3○○『鯨よ！私の手に乗れ』 神林生子・神林乙女役 　　作・演出・振付 ： 渡辺えり (2017)
- RISU PRODUSE vol.17「イキザマ3 ～押忍!我が青春に悔いは無し～」 作/演出：松本匠　 (2016)
- 東京演者兄弟会「守ってあげたい」　演出：松本匠 (2016)
- Pudding☆Ring×水沢幸恵 ショートドラマ集「ハナイトナデシコ」 Vol.1　　演出：水沢幸恵、長田智美　 (2016)
- 劇団道学先生「丸茂芸能社の落日」　 演出：中島淳彦 (2016)
- STRAYDOG「母の桜が散った夜」　緑子役　　作・演出：森岡利行 (2016)
- みそじん お屋敷公演「ドアを開ければいつも」 四女役 　　演出：青山勝　鶏由宇 (2015)
- RISU PRODUSE vol.17「イキザマ3 ～押忍!我が青春に悔いは無し～」 　作/演出：松本匠 (2015)[6]

### CM
- ポーラ　＜リクルート POLA＞
- スクエア・エニックス「スクールガールストライカーズ」
- リクルート「タウンワーク」
- 「Gunosy」
- ポラス株式会社
- FANCL「カロリミット」[6]